# Élections sénatoriales de 2014 dans l'Hérault
Les élections sénatoriales de 2014 dans l'Hérault ont lieu le dimanche 28 septembre 2014. Elles ont pour but d'élire les quatre sénateurs représentant le département au Sénat pour un mandat de six années.

## Contexte départemental
Cette élection est caractérisée par une multiplication de candidatures, soit 12 listes dans le département, ce qui constitue un record pour ce scrutin.
Après les élections municipales et la perte par le Parti socialiste de Montpellier au profit de Philippe Saurel et de Béziers pour l'UMP gagnée par Robert Ménard. Les jeux semblent ouverts et réserves des surprises.
Le scrutin confirme la disparition du "courant frêchisme". Trois candidats socialistes sont en course. Le Vice-président du Conseil général Henri Cabanel soutenu par son président André Vézinhet et par la Fédération. Christian Bilhac, maire de Péret et président des maires de l’Hérault soutenu par le député Kléber Mesquida et Robert Navarro, sénateur sortant et exclu du parti socialiste.
La droite n'est pas en reste les candidatures se multiplient. Tout d'abord François Commeinhes, maire de Sète a obtenu l'investiture de l’UMP au détriment de Raymond Couderc, sénateur sortant qui repart avec une liste divers droite. Et enfin l'ancien député Jean-Pierre Grand, proche de Dominique de Villepin, bien implanté dans la région de Montpellier.

## Rappel des résultats de 2008
| Tête de liste  | Tête de liste          | Liste          | Voix  | %      | Élus |
| -------------- | ---------------------- | -------------- | ----- | ------ | ---- |
|                | Raymond Couderc        | UMP            | 646   | 31,54  | 2    |
|                | Robert Tropéano        | PS             | 597   | 29,15  | 1    |
|                | Robert Navarro         | PS             | 440   | 21,48  | 1    |
|                | Gérard Delfau          | PRG            | 181   | 8,84   |      |
|                | Jean-Louis Bousquet    | PCF            | 97    | 4,74   |      |
|                | Nicole Moschetti-Stamm | Verts          | 42    | 2,05   |      |
|                | Ferdinand Jaoul        | DIV            | 31    | 1,51   |      |
|                | Alain Jamet            | FN             | 14    | 0,68   |      |
|                |                        |                |       |        |      |
| Inscrits       | Inscrits               | Inscrits       | 2 095 | 100,00 |      |
| Abstentions    | Abstentions            | Abstentions    | 21    | 1,00   |      |
| Votants        | Votants                | Votants        | 2 074 | 99,00  |      |
| Blancs et nuls | Blancs et nuls         | Blancs et nuls | 26    | 1,25   |      |
| Exprimés       | Exprimés               | Exprimés       | 2 048 | 98,75  |      |

## Sénateurs sortants
| Sénateur | Sénateur                | Parti | Fonctions lors de l'élection en 2008                         |
| -------- | ----------------------- | ----- | ------------------------------------------------------------ |
|          | Robert Navarro          | DVG   | Député européen, conseiller régional                         |
|          | Robert Tropéano         | PRG   | Sénateur sortant, conseiller général, maire de Saint-Chinian |
|          | Raymond Couderc         | UMP   | Sénateur sortant, maire de Béziers                           |
|          | Marie-Thérèse Bruguière | UMP   | Conseillère régionale, maire de Saint-Aunès                  |

## Présentation des candidats
Les nouveaux représentants sont élus pour une législature de 6 ans au suffrage universel indirect par les grands électeurs du département. Dans l'Hérault, les quatre sénateurs sont élus au scrutin proportionnel plurinominal. Chaque liste de candidats est obligatoirement paritaire et alterne entre les hommes et les femmes. 12 listes ont été déposées dans le département, comportant chacune 6 noms. Elles sont présentées ici dans l'ordre de leur dépôt à la préfecture et comportent l'intitulé figurant aux dossiers de candidature.

### Divers droite
| N° | Candidats | Candidats               | Parti | Principales fonctions        |
| -- | --------- | ----------------------- | ----- | ---------------------------- |
| 01 |           | Jean-Pierre Grand       | UMP   | Maire de Castelnau-le-Lez    |
| 02 |           | Agnès Rouvière Esposito | DVD   | Maire de Buzignargues        |
| 03 |           | Robert Gely             | UDI   | Maire de Lieuran-lès-Béziers |
| 04 |           | Yvelise Descamps        | DVD   | Maire de Dio-et-Valquières   |
| 05 |           | Bruno Enjalbert         | DVD   | Maire de Saint-Chinian       |
| 06 |           | Édith Fabre Palau       | DVD   | Adjointe au maire de Pézenas |

### Debout la République
| N° | Candidats | Candidats         | Parti | Principales fonctions |
| -- | --------- | ----------------- | ----- | --------------------- |
| 01 |           | Michel Colas      | DLR   |                       |
| 02 |           | Anne de Villepin  | DLR   |                       |
| 03 |           | Jean-Louis Aycart | DLR   |                       |
| 04 |           | Joëlle Colas      | DLR   |                       |
| 05 |           | Gilles Riviere    | DLR   |                       |
| 06 |           | Danielle Andrieux | DLR   |                       |

### Front national
| N° | Candidats | Candidats              | Parti | Principales fonctions                                        |
| -- | --------- | ---------------------- | ----- | ------------------------------------------------------------ |
| 01 |           | Marie-Christine Aubert | FN    | Conseillère municipale de Sète                               |
| 02 |           | Philippe Tosello Pace  | FN    |                                                              |
| 03 |           | France Jamet           | FN    | Conseillère régionale, conseillère municipale de Montpellier |
| 04 |           | Jean-Luc Bouchereau    | FN    |                                                              |
| 05 |           | Nicole Mina            | FN    | Conseillère municipale de Marsillargues                      |
| 06 |           | Laurent Blaquiere      | FN    | Conseiller municipal de Montady                              |

### Union de la droite et du centre
| N° | Candidats | Candidats                  | Parti | Principales fonctions                                                   |
| -- | --------- | -------------------------- | ----- | ----------------------------------------------------------------------- |
| 01 |           | François Commeinhes        | UMP   | Conseiller général, président de la CA du Bassin de Thau, maire de Sète |
| 02 |           | Marie-Thérèse Bruguière    | UMP   | Sénatrice sortante, maire de Saint-Aunès                                |
| 03 |           | Sébastien Frey             | UDI   | Conseiller général, adjoint au maire d'Agde                             |
| 04 |           | Virginie Bouquin-Marcouïre | DVD   |                                                                         |
| 05 |           | Jean Vallon                | DVD   | Maire de Cazevieille                                                    |
| 06 |           | Isabelle Biau-Bosc         | DVD   | Adjointe au maire de Magalas                                            |

### Parti socialiste (dissidents)
| N° | Candidats | Candidats         | Parti | Principales fonctions                                 |
| -- | --------- | ----------------- | ----- | ----------------------------------------------------- |
| 01 |           | Robert Navarro    | DVG   | Sénateur sortant, vice-président du conseil régional  |
| 02 |           | Agnès Constant    | DVG   | Maire de Saint-Pargoire                               |
| 03 |           | Alain Caralp      | DVG   | Président de la CC la Domitienne, maire de Colombiers |
| 04 |           | Hedwige Sola      | DVG   | Maire de Cruzy                                        |
| 05 |           | Jean-Marc Lussert | DVG   | Maire de Prades-le-Lez                                |
| 06 |           | Marie-Aline Edo   | DVG   | Maire de La Tour-sur-Orb                              |

### Parti socialiste - Parti radical de gauche
| N° | Candidats | Candidats           | Parti | Principales fonctions                |
| -- | --------- | ------------------- | ----- | ------------------------------------ |
| 01 |           | Christian Bilhac    | PRG   | Maire de Péret                       |
| 02 |           | Éliette Charpentier | PS    | Maire de Sauteyrargues               |
| 03 |           | Frédéric Lopez      | PRG   | Conseiller régional                  |
| 04 |           | Marie-Line Géronimo | PRG   | Maire de Combes                      |
| 05 |           | Robert Tropéano     | PRG   | Sénateur sortant, conseiller général |
| 06 |           | Anne-Marie Fabre    | PRG   | Maire de Saint-Jean-de-la-Blaquière  |

### Europe Écologie Les Verts
| N° | Candidats | Candidats           | Parti | Principales fonctions           |
| -- | --------- | ------------------- | ----- | ------------------------------- |
| 01 |           | Michelle Comps      | EELV  | Adjointe au maire de Vieussan   |
| 02 |           | Laurent Dupont      | EELV  | Conseiller municipal de Paulhan |
| 03 |           | Agnès Gizard Carlin | EELV  |                                 |
| 04 |           | Abdelhalim Benbakir | EELV  |                                 |
| 05 |           | Zina Bourguet       | EELV  |                                 |
| 06 |           | Michel Lentheric    | EELV  | Conseiller régional             |

### Force vie
| N° | Candidats | Candidats            | Parti | Principales fonctions |
| -- | --------- | -------------------- | ----- | --------------------- |
| 01 |           | Jean-Claude Martinez | EXD   |                       |
| 02 |           | Patrizia Soulier     | EXD   |                       |
| 03 |           | Benoit de La Sayette | EXD   |                       |
| 04 |           | Marie-Claire Danen   | PCD   |                       |
| 05 |           | Philippe Brun        | PCD   |                       |
| 06 |           | Maryvonne Roudier    | EXD   |                       |

### Parti socialiste
| N° | Candidats | Candidats          | Parti | Principales fonctions                               |
| -- | --------- | ------------------ | ----- | --------------------------------------------------- |
| 01 |           | Henri Cabanel      | PS    | Conseiller général, conseiller municipal de Servian |
| 02 |           | Dolorès Roqué      | PS    | Conseillère municipale de Béziers                   |
| 03 |           | Hussein Bourgi     | PS    |                                                     |
| 04 |           | Nicole Bigas       | PS    |                                                     |
| 05 |           | Christophe Morgo   | PS    | Conseiller général, maire de Villeveyrac            |
| 06 |           | Marie-Hélène Vidal | PS    |                                                     |

### Union pour un mouvement populaire (dissidents)
| N° | Candidats | Candidats                  | Parti | Principales fonctions                             |
| -- | --------- | -------------------------- | ----- | ------------------------------------------------- |
| 01 |           | Raymond Couderc            | UMP   | Sénateur sortant, conseiller municipal de Béziers |
| 02 |           | Elyett Hermann             | UMP   | Conseillère régionale                             |
| 03 |           | Gilles Phocas              | UMP   | Conseiller municipal de Mèze                      |
| 04 |           | Marie-Agnès Sibertin Blanc | UMP   | Maire de Popian                                   |
| 05 |           | Philippe Bouche            | UMP   | Maire de Faugères                                 |
| 06 |           | Isabelle Barthez           | UMP   | Adjointe au maire de La Salvetat-sur-Agout        |

### Parti communiste
| N° | Candidats | Candidats         | Parti | Principales fonctions                   |
| -- | --------- | ----------------- | ----- | --------------------------------------- |
| 01 |           | Jean-Pierre Pérez | PCF   | Maire de Vendres                        |
| 02 |           | Valérie Bouyssou  | PCF   |                                         |
| 03 |           | Éric Bringuier    | PCF   |                                         |
| 04 |           | Sandrine Minerva  | PCF   | Conseillère municipale de Lodève        |
| 05 |           | Francis Pratx     | PCF   | Maire de Boisseron                      |
| 06 |           | Isabelle Chabbert | PCF   | Conseillère municipale de Prades-le-Lez |

### Parti de gauche
| N° | Candidats | Candidats               | Parti | Principales fonctions               |
| -- | --------- | ----------------------- | ----- | ----------------------------------- |
| 01 |           | René Revol              | PG    | Maire de Grabels                    |
| 02 |           | Marielle Fenech Monfort | PG    | Conseillère municipale de Fabrègues |
| 03 |           | Serge Azaïs             | PG    |                                     |
| 04 |           | Myriam Hubert           | PG    |                                     |
| 05 |           | Michel Szewczyk         | PG    |                                     |
| 06 |           | Muriel Ressiguier       | PG    |                                     |

## Résultats
| Tête de liste | Tête de liste          | Liste       | Voix  | %      | Sièges |  |
| ------------- | ---------------------- | ----------- | ----- | ------ | ------ |  |
|               | Jean-Pierre Grand      | UMP-UDI     | 492   | 21,34  | 1      |  |
|               | François Commeinhes    | UMP-UDI     | 447   | 19,39  | 1      |  |
|               | Henri Cabanel          | PS          | 378   | 16,40  | 1      |  |
|               | Robert Navarro         | DVG         | 257   | 11,15  | 1      |  |
|               | Christian Bilhac       | PRG-PS      | 237   | 10,28  |        |  |
|               | Marie-Christine Aubert | FN          | 135   | 5,86   |        |  |
|               | Raymond Couderc        | UMP         | 116   | 5,03   |        |  |
|               | Jean-Pierre Perez      | PCF         | 97    | 4,21   |        |  |
|               | René Revol             | PG          | 71    | 3,08   |        |  |
|               | Michelle Comps         | EELV        | 50    | 2,17   |        |  |
|               | Michel Colas           | DLR         | 18    | 0,78   |        |  |
|               | Jean-Claude Martinez   | EXD         | 7     | 0,30   |        |  |
|               |                        |             |       |        |        |  |
| Inscrits      | Inscrits               | Inscrits    | 2 364 | 100,00 |        |  |
| Abstentions   | Abstentions            | Abstentions | 21    | 0,89   |        |  |
| Votants       | Votants                | Votants     | 2 343 | 99,11  |        |  |
| Blancs        | Blancs                 | Blancs      | 17    | 0,73   |        |  |
| Nuls          | Nuls                   | Nuls        | 21    | 0,90   |        |  |
| Exprimés      | Exprimés               | Exprimés    | 2 305 | 98,38  |        |  |